# Villa Weiße Distel

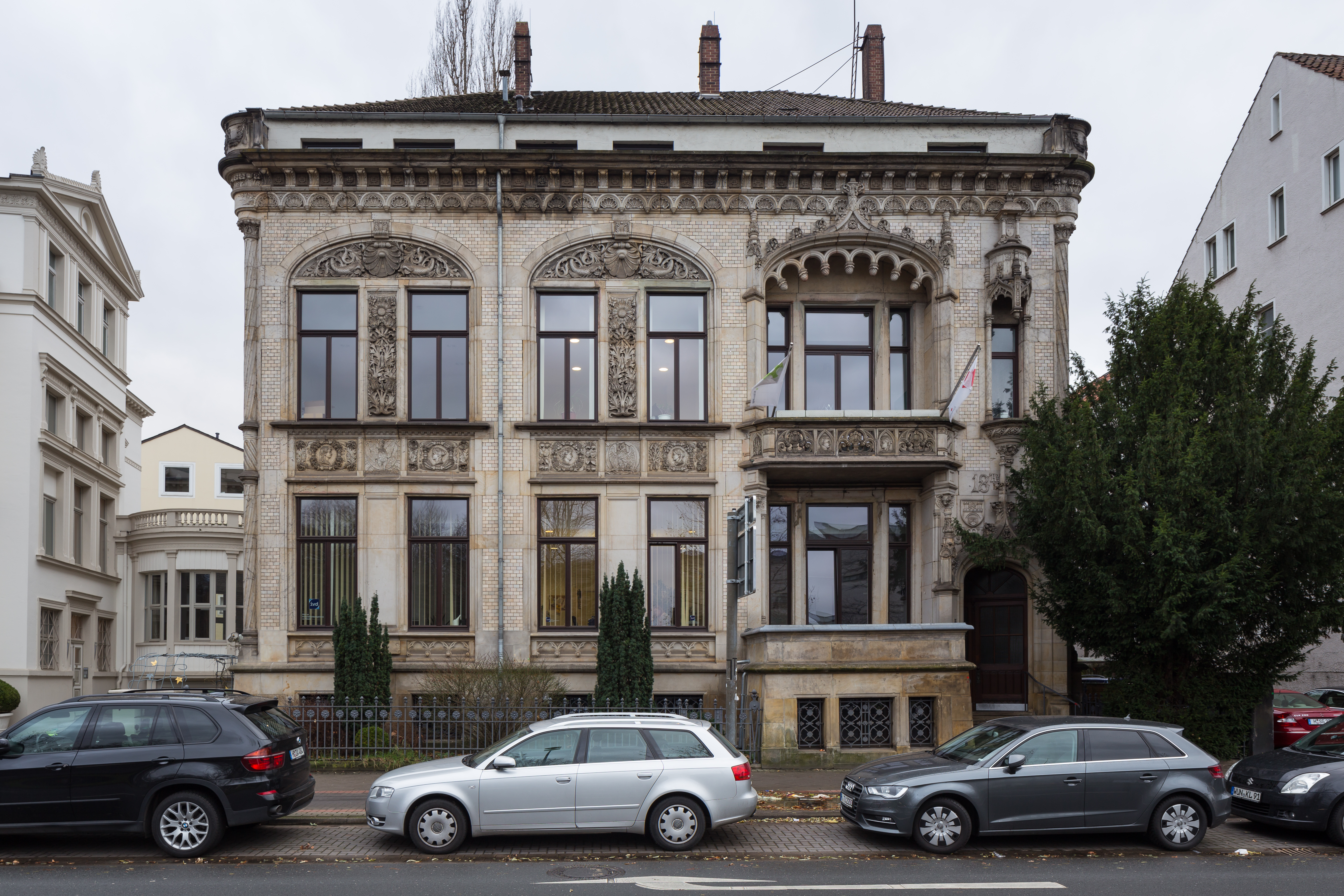
Die nach ihrem Fassadenschmuck, der Weißen Distel benannte Villa am Neuen Haus

Die Villa Weiße Distel in Hannover, Stadtteil Oststadt, Neues Haus 3, ist eine denkmalgeschützte Villa aus dem späten 19. Jahrhundert, die ihren Namen der überaus reichen Bauplastik mit dem Hauptmotiv einer Weißen Distel verdankt.

## Geschichte und Beschreibung
Nachdem der Architekt Heinrich Köhler um 1870 am Schiffgraben seine Aufsehen erregende, spätklassizistisch großbürgerliche Villengruppe mit Neorenaissance-Formen errichtet hatte, wurde etwa ein Viertel Jahrhundert später vom Garten des Eckgebäudes mit der heutigen Hausnummer 4, der nach dem Bankier Simon Coppel benannten Villa Coppel, der größte Teil abgetrennt, um den Neubau einer Villa am späteren Emmichplatz zu ermöglichen.
Bauherr war der Senator Gustav Meyer, der laut dem Adreßbuch, Stadt- und Geschäftshandbuch der Königlichen Residenzstadt Hannover und der Stadt Linden zugleich Fabrikant und gemeinsam mit dem Teilhaber Heinrich Wilhelm August Otto Schuchardt Inhaber der Firma Diedr. Meyer, Patent-Baumwoll-Wattefabrik in der Glockseestraße 14 war. Als seinen privaten Wohnsitz gab er am Neuenhause 3 an.
Auftragnehmer war der Architekt Karl Börgemann, nach dessen Plänen in den Jahren 1896 bis 1897 ein blockhafter Bau mit gotisierender Gliederung über zwei Hauptgeschossen entstand. Die Hauptfront wurde in gelben Backstein und mit hellem Sandstein ausformuliert, die Bauplastik lieferte der Bildhauer Wilhelm Engelhard.
Zum Bildprogramm des Fassadenschmucks gehört ein Bildnis des Bauherrn und dessen Ehefrau, die Arbeit des Auftraggebers sowie Hinweise auf die Vergänglichkeit des Menschen.
1904 erhielt das Gebäude einen Anbau.
Der Bildhauer Roland Engelhard hatte zudem Figuren für die Attika des Gebäudes geschaffen. Diese  gingen jedoch während der Luftangriffe auf Hannover während des Zweiten Weltkrieges verloren. Nach den schweren Kriegsschäden wurde die Weiße Distel in der Nachkriegszeit vereinfacht wieder aufgebaut.